# Massimo Di Domenico
Massimo Di Domenico, detto Mimì, (Roma, 15 dicembre 1945) è un ex tennista e allenatore di tennis italiano.

## Carriera
Si avvicinò al mondo del tennis quasi per caso, a 14 anni, quando si recò a effettuare alcuni lavori idraulici al circolo tennis Belle Arti di Roma, dove stava giocando il principe Orsini, che lo invitò a fungere da raccattapalle. Il suo mentore fu il medico sportivo Antonio Dal Monte, anche se il vero maestro fu il muro, unito all’imitazione dei grandi, soprattutto Nicola Pietrangeli, che vedeva giocare nei circoli.
Nel 1965 vinse i campionati di terza categoria. A 21 anni passò al centro tecnico federale di Formia alla guida di Mario Belardinelli.
Nel 1968, nell'ultima edizione amatoriale degli Internazionali d'Italia, ottenne la sua migliore prestazione nel torneo romano, giungendo ai sedicesimi dove fu eliminato in tre set da Marty Riessen, dopo aver sconfitto nei primi due turni rispettivamente, lo spagnolo José Luis Arilla in tre set e Giordano Maioli in quattro. Ha partecipato, a titolo dimostrativo, ai Giochi della XIX Olimpiade di Città del Messico, nel doppio, in coppia con Eugenio Castigliano, raggiungendo i quarti di finale (sconfitta con gli ecuadoriani Olvera-Guzman). Tra il 1968 e l'inizio del 1969, insieme ad Adriano Panatta, Piero Toci, Vittorio Crotta e Pietro Marzano fece parte di un gruppo di giovani tennisti italiani inviati dalla federtennis ad addestrarsi in Australia . 
Nell'era Open, il suo miglior risultato fu il terzo turno raggiunto nel 1969 al Roland Garros, dove nei primi due turni eliminò il connazionale Eugenio Castigliano in tre set e John Bartlett in quattro, prima di arrendersi alla testa di serie n° 7 Roy Emerson in quattro partite.
Fu componente della nazionale italiana di Coppa Davis dove il suo bilancio è di tre vittorie (una in singolare e due in doppio) e tre sconfitte (due in singolare e una in doppio). Nel 1970, disputò il doppio in coppia con Adriano Panatta, sconfiggendo in cinque set il duo cecoslovacco formato da Jan Kodeš e Jan Kukal. Nella sfida contro la Bulgaria del 1971 sconfisse in singolare Božidar Pampulov in quattro set e, sempre in coppia con Adriano Panatta, sconfisse in 3 set i gemelli Pampulov. La sua ultima partecipazione in Coppa Davis lo vide sconfitto in doppio, ancora insieme ad Adriano Panatta, in cinque set, per opera della coppia iugoslava composta da Željko Franulović e Boro Jovanović. È stato due volte campione italiano assoluto, nel 1969 nel doppio misto in coppia con Roberta Beltrame e nel 1975 in doppio con Enzo Vattuone.
Concluse la carriera di giocatore nel 1980. 
È stato per 17 anni responsabile del tennis femminile al centro tecnico di Latina.